# Sportgemeinschaft Langenfeld 92/72

Logo der Sportgemeinschaft Langenfeld 92/72 e. V.

Die Sportgemeinschaft Langenfeld 92/72 e. V. (SGL) ist ein gemeinnütziger Breitensportverein aus Langenfeld (Rheinland), der im Jahre 1981 aus einer Fusion des Vereins „Immigrather Turnverein“ (ITV) und der „Sportfreunde Langenfeld“ (SFL) entstand. Der Verein zählt momentan über 9000 Mitglieder (Stand 2010) und ist somit einer der größten Breitensportvereine Nordrhein-Westfalens. Mitglieder können aus mehreren 100 verschiedenen Sportmöglichkeiten wählen und es wird für jedes Alter und jede Lebenslage das passende Sportangebot angeboten - vom Reha-, Präventions- und Gesundheitssport, über Senioren-, Jugend-, Kinder- und Fitnesssport bis hin zu zahlreichen Wettkampf- und Mannschaftssportarten.

## Geschichte des Vereins
Die Vereinsgeschichte der Sportgemeinschaft Langenfeld beginnt im Jahre 1892. In diesem Jahr wurde der Immigrather Turnverein gegründet, dessen Schwerpunkte im Turnen und in der Leichtathletik lagen. Die erste Turnhalle des ITV wurde 1926 an der Turnerstraße eingeweiht. Der ITV zog dann im Jahre 1957 aufgrund eines Grundstückstauschs mit der Stadt in die Turnhalle am Fahler Weg, welche unter anderem mit einer Außensportanlage ausgestattet war. 1972 wurden die Sportfreunde Langenfeld gegründet, der Verein hatte die Schwerpunkte Handball, Leichtathletik und Turnen. 1981 fusionierten beide Vereine zur Sportgemeinschaft Langenfeld, welche 1983 in den Freiburger Kreis, eine Vereinigung der größten deutschen Sportvereine, eintritt. 1990 wurde das Zentrum für Gesundheitssport an der Bachstraße in Betrieb genommen. 1997/1998 fand die Planung, der Bau, sowie die Inbetriebnahme des vereinseigenen Bewegungszentrums am Freizeitpark Langfort neben dem städtischen Hallenbad mit 2200 m² Nutzfläche statt. In den Jahren 1999 und 2000 wurde das Bewegungszentrum Langfort (BZL) von 2200 auf 3000 m² erweitert. Das Gesundheitsstudio wurde ausgebaut und eine neue Trainingshalle wurde errichtet. Des Weiteren wurde im Jahr 2000 die Sporthalle am Fahler Weg in „Carl Voss Anlage“ (CVA) umbenannt, zu Ehren des Gründers der Leichtathletik-Abteilung Carl Voss. 2003 übernahm die SGL die Betriebsführung über die Bäder der Stadt Langenfeld, aus diesem Grund fand ein Neu-/ Umbau des gesamten Eingangsbereichs des BZL zu einem zentralen Eingang zum Bewegungszentrum und zum Schwimmbad statt. Im Folgejahr, 2004, fand ein Neubau von drei Sporthallen zur Verbesserung der Sportangebote im Studio- und Freizeitsportbereich statt. Diese Hallen wurden allesamt auf dem Gelände des Schwimmbads errichtet. 2005 wurden rund 800 Vereinsmitglieder des GSV Wiescheid in die SG Langenfeld integriert und übernommen. Im Jahr 2008 wurde der Verein durch eine Änderung und Erweiterung der Satzung und die Wahl eines Präsidiums neuorganisiert. Der bisherige Vorstand wurde abgelöst und durch einen neuen, durch das Präsidium gewählten Vorstand, ersetzt.

## Mitgliederentwicklung
Seit dem Gründungsjahr 1981 konnte die Sportgemeinschaft Langenfeld ihre Mitgliederzahl stetig erhöhen, so zählte die SG Langenfeld im Jahre 1981 insgesamt 1984 Mitglieder, von denen über die Hälfte aus dem Kinder- und Jugendsport stammten. Den größten Anstieg der Mitgliederzahl innerhalb eines Jahres erreichte die SGL von 2003 bis 2004, in dieser Zeit stieg die Zahl der Vereinsmitglieder von 7300 auf 8600 an. Dieses starke Wachstum ist darauf zurückzuführen, dass die SGL im Jahre 2004 durch den Anbau drei neuer Hallen ihre Angebotspalette erweitern konnte. Auch die Übernahme der Betriebsträgerschaft über das Langenfelder Stadtbad ist ein Grund für diese Entwicklung. Ende des Jahres 2009 zählte die Sportgemeinschaft Langenfeld insgesamt 9145 Vereinsmitglieder, darunter ca. 3000 Kinder, 4500 Erwachsene und 1600 Senioren.

## Vereinsstruktur
Alle wirkenden Organe des Vereins werden durch eine Mitglieder-Versammlung bestimmt und gewählt. Bestimmt werden 4 Beisitzer, der Kassenprüfer und der Ältestenrat. Auch durch die Mitglieder-Versammlung gewählt wird das Präsidium, welches wiederum den Vorstand des Vereins wählt. Den derzeitigen Vorstand (Stand 2021) bildet Martin Bock mit seinem Stellvertreter Lars Kehren. Der Hauptausschuss des Vereins besteht aus den Abteilungsleitern, dem Vorstand, den Beisitzern, dem
Jugendvorsitzenden und dem Präsidium mit dem Ältestenrat als beratende Instanz.

## Abteilungen
Derzeit hat die SG Langenfeld 25 verschiedene Abteilungen: Ballettakademie, Basketball, Bowling, Breitensport, Einradhockey, Fechten, Fitness- und Gesundheitssport, Handball, Inline-Skating/Hockey (SG Langenfeld Devils), Jazz-Dance, Karate (Goju-Ryu sowie Yuishinkan), Ju-Jutsu, Kinder- und Jugendsport, Leichtathletik, Leistungsturnen, Rehasport, Rhönradturnen, Seniorentischtennis, Ski, Square Dance, Tanzsport, Trampolinturnen, Volleyball.

## Gesundheitsstudio
Das Gesundheitsstudio der Sportgemeinschaft Langenfeld ist in zwei Bereiche eingeteilt, einem Ausdauerraum mit diversen Cardio-Geräten und einem Raum, in dem das Muskeltraining mit Geräten und freien Gewichten ermöglicht wird. Das Gesundheitsstudio der SGL hat mehrere Zertifikate erhalten, wie das TÜV Siegel, mehrere RAL-Gütesiegel (1998; 2000; 2002), eine Auszeichnung des damaligen Landessportbundes im Jahre 1998 und ein Zertifikat des Deutschen Olympischen Sportbundes im Jahre 2009.

## PhysioSport
Im Bewegungszentrum Langfort gibt es eine vereinseigene Physiotherapie, dort werden verschiedene Techniken zur Förderung und Erhaltung der motorischen Fähigkeiten sowie der Schmerzlinderung angeboten. Die Physiotherapiepraxis arbeitet eng mit dem Gesundheitsstudio der SG Langenfeld und dem Schwimmbad zusammen, so ist es der Physiopraxis möglich ein geräteunterstütztes Gymnastiktraining und eine Funktionsgymnastik im Bewegungsbad anzubieten.

## Vereinseigene Sportstätten
Neben den sechs Hallen im Bewegungszentrum Langfort hat die SG Langenfeld noch eine weitere Sportstätte, die Carl Voss Anlage. Die Carl Voss Anlage hat eine Außenanlage mit einer großen Rasenfläche, die zum Kugelstoßen, Speerwurf und Diskuswurf genutzt wird. Auch gibt es auf dem Gelände der CVA  eine Hochsprung- und Stabhochsprunganlage sowie eine Tartanbahn und eine Weitsprunggrube.
Im Inneren der CVA befindet sich eine große Sporthalle und mehrere Räume. Die Fechtabteilung der SGL hat eine eigene Fechthalle im Gebäude der Carl Voss Anlage, in der Wettkämpfe ausgetragen werden.
Neben diesen, im Besitz der SGL stehenden Hallen, nutzt die Sportgemeinschaft Langenfeld insgesamt 14 weitere städtische Hallen im Raum Langenfeld (Rheinland).

## Schwimmbad
Das Langenfelder Stadtbad wird von der Sportgemeinschaft Langenfeld verwaltet, da sie die Betriebsträgerschaft über das Bad übernommen hat. So organisiert die SGL den Verkauf der Schwimmbadkarten und stellt neben den städtischen Schwimmbadmitarbeitern eigene Mitarbeiter zur Verfügung. Die Instandhaltung des Bades fällt ebenfalls in das Aufgabenfeld der SG Langenfeld.

## Bekannte Persönlichkeit des Vereins
- Heinz Sandrock (1909–1990)